# Hospital Rawson
El Hospital Rawson u Hospital Doctor Guillermo Rawson, es el centro de salud público principal de la provincia de San Juan, que está ubicado en la ciudad de San Juan.
Brinda asistencia sanitaria especializada en un área de cobertura de 600.000 habitantes de dicha provincia. El Hospital, fundado a comienzo del siglo XVIII, cuenta con un personal de 2.200 personas entre personal sanitario y administrativo, y recibe a más de 1.200 pacientes por día. El decreto n.º 0130 del gobierno de la denominada provincia, califica al hospital con el máximo nivel de atención médica (grado VIII) y el más alto en complejidad hospitalaria (Grado IV), por realizar enseñanza, adiestramiento e investigación en todas las disciplinas, contar con las especialidades más complejas, tanto en consulta, internación, diagnóstico y tratamiento. Además de contar con profesionales especializados en Administración Hospitalaria, Administración Técnica, Contable y de Mantenimiento.

## Localización
El edificio se ubica en extremo sureste de la ciudad de San Juan, ocupando un espacio de 4.000 m² (cuatro cuadras), rodeado por las calles: Santa Fe, al norte; General Paz, al sur; al este Estados Unidos y la Avenida Rawson al oeste.
Localización absoluta: 31°32′22″S 68°30′47″O / -31.53944, -68.51306, a 650 m s. n. m.

## Historia
En 1837 el gobernador de Nazario Benavídez decidió construir un cementerio donde funcionaba el Hospital San Juan de Dios, primer hospital de la provincia. Resolvió el traslado del establecimiento, 
En 1886 se cambia nuevamente de sitio el hospital, desde entonces llamado Hospital de Hombres, sobre unos terrenos donados.
A partir del año 1894 y tras la muerte de Guillermo Rawson, se impone su nombre al hospital. 
En 1905 el Hospital Rawson se trasladó a su actual emplazamiento. La actual avenida Rawson se llamaba en aquel entonces avenida San Martín.
En 1913, durante la gestión del Dr. Juan Hiracio Videla (su primer Director desde 1877 hasta 1923), se coloca la piedra fundamental del nuevo edificio (en la actualidad, "Pabellón Histórico")
En 1924, durante el gobierno de Federico Cantoni, se licitó el pabellón de hombres y al año siguiente se construyó el pabellón de mujeres del edificio actual del Hospital Rawson, siendo inaugurado el edificio en 1928

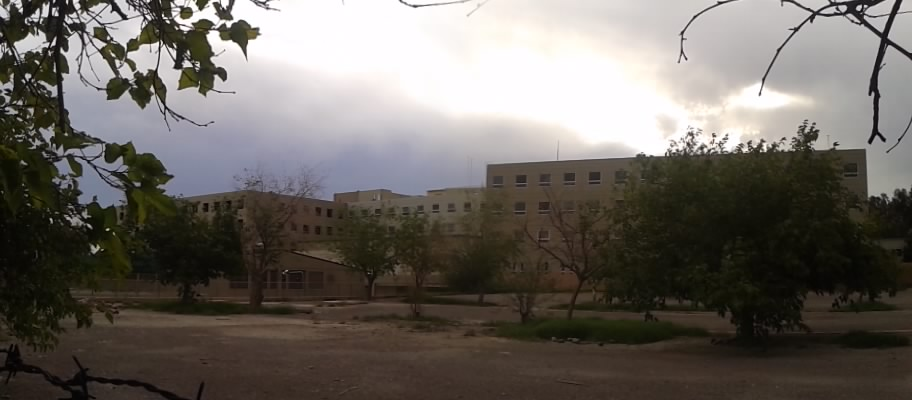
Vista del nuevo edificio construido en la parte posterior de 3 pisos. En 2013 aún no se finalizaba.

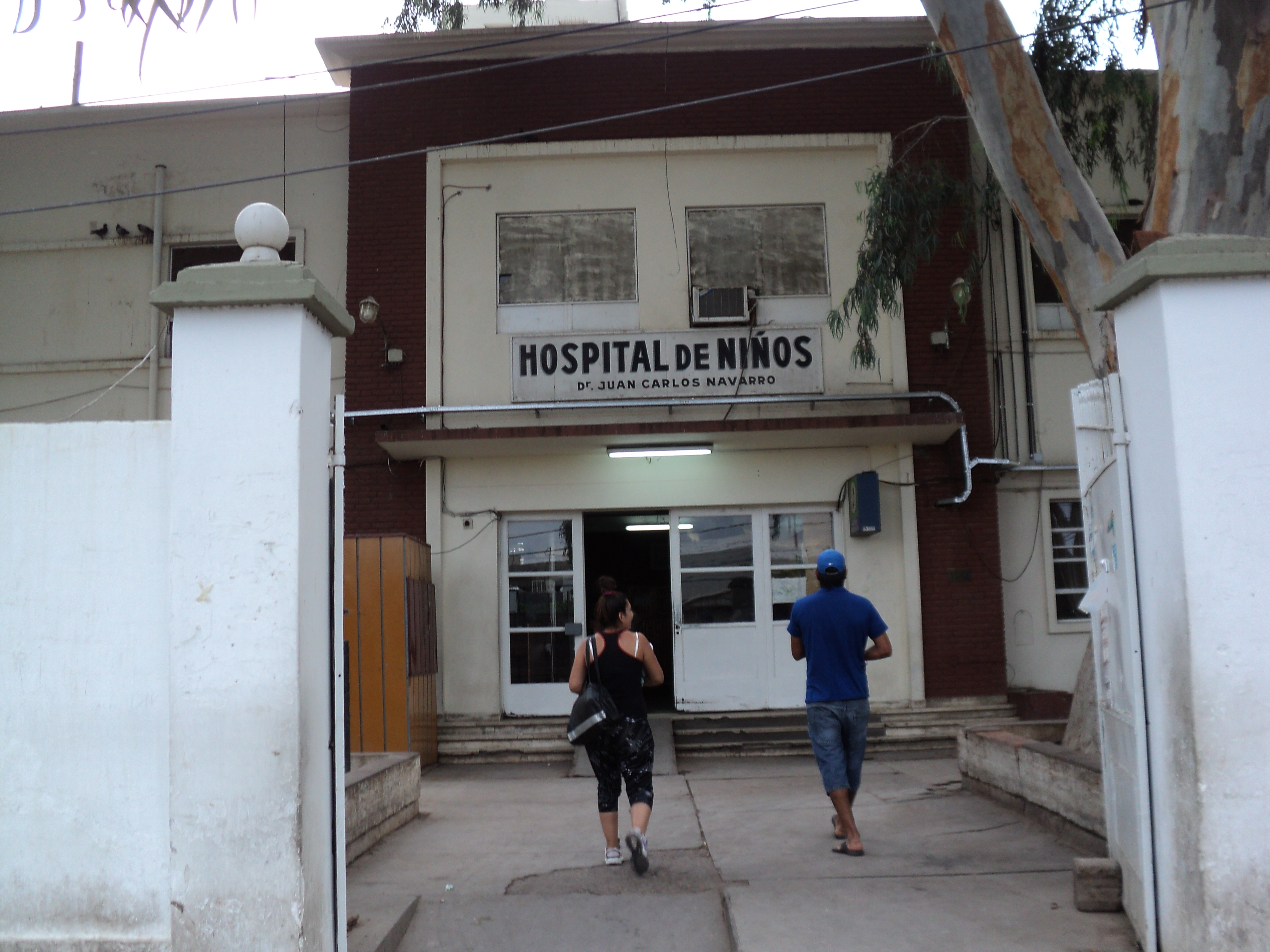
El hospital rawson en su sección de hospital de niños